# Rudolf Schock

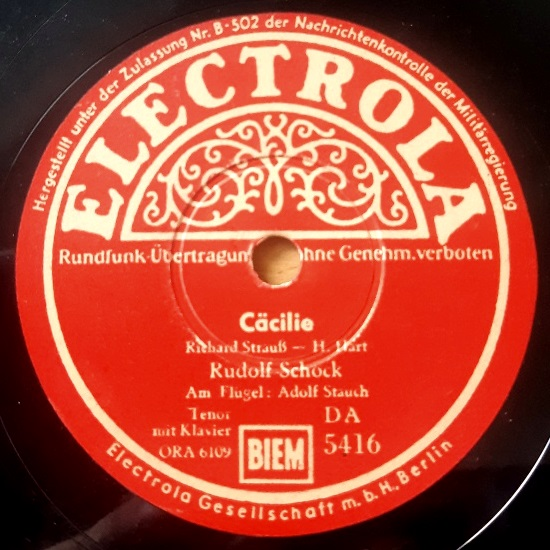
Frühe Schallplatte von Rudolf Schock (Berlin 1948)

Rudolf Schock (* 4. September 1915 in Duisburg; † 13. November 1986 in Düren) war ein deutscher Opern-, Lied- und Operettensänger in der Stimmlage lyrischer Tenor.

## Leben

### Herkunft und Ausbildung
Rudolf Schock wuchs in einer Arbeiterfamilie in Duisburg-Wanheimerort auf und sang von Kindheit an in der Familie und in verschiedenen Chören. Schock absolvierte eine Lehre als Friseur. Nach dem frühen Tod des Vaters im Jahre 1923 unterstützten er und seine vier Geschwister, die später alle Berufssänger wurden, die Mutter, die am Duisburger Stadttheater arbeitete, finanziell dadurch, dass sie bei Festen und in Lokalen mit volkstümlichen Liedern und Operettenmelodien auftraten.
Noch als Amateur wurde Rudolf Schock 1932 zusammen mit seiner Schwester Elfriede in den Opernchor des Duisburger Stadttheaters aufgenommen, wo er bald auch kleine Solorollen übernehmen durfte, nachdem er mit Gesangsstudien bei Gustav Pilken in Köln begonnen hatte.

## Wirken

### Frühe musikalische Karriere
1936 wurde Schock als 1. Chortenor in den Chor der Bayreuther Festspiele aufgenommen. Dies darf man als eigentlichen Beginn seiner Karriere betrachten. In Bayreuth begegnete er unter anderem dem Heldentenor Laurenz Hofer, der sein Lehrer wurde und ihn noch bis in die 1950er Jahre hinein betreute.
1937 erhielt er seinen ersten Solistenvertrag beim Staatstheater in Braunschweig. Dort lernte er die Tänzerin Gisela Behrends (1917–2011) kennen, die er 1940 heiratete. Das Paar, das erst durch den Tod von Rudolf Schock getrennt wurde, hatte zwei Töchter, Isolde (1941–1983) und Dagmar (* 1945).
Bald erhielt Rudolf Schock auch Abendverträge von der Wiener Staatsoper und der Berliner Städtischen Oper (heute: Deutsche Oper Berlin). Seine Laufbahn wurde aber 1939 durch den Zweiten Weltkrieg unterbrochen, da er zur Wehrmacht eingezogen wurde und – von kleineren Unterbrechungen für Auftritte in Wien und Berlin abgesehen – bis zum Kriegsende 1945 Soldat bleiben musste. Nach dem Krieg verdiente er zunächst als Landarbeiter im Harz den Lebensunterhalt für seine Familie, kehrte dann aber auf Anraten des Intendanten des Opernhauses Hannover an die Opernbühne und in den Konzertsaal zurück.
1946 hörte der englische Produzent Walter Legge Rudolf Schock bei einer Aufführung der Oper Die verkaufte Braut von Bedřich Smetana in Hannover. Daraufhin erhielt er seinen ersten Schallplattenvertrag und machte zwischen 1947 und 1961 Aufnahmen für EMI (Electrola). 1962 übernahm sein deutscher Produzent Fritz Ganss die neugegründete Klassikabteilung der ARIOLA-Sonopress, worauf auch Schock das Label wechselte und dann bis 1983 für Eurodisc aufnahm.
1948 wurde Rudolf Schock als erster deutscher Sänger nach dem Krieg an die Londoner Covent Garden Oper geholt. Er trat im Laufe seiner Karriere unter anderem in Berlin und Wien, an der Deutschen Oper am Rhein (Düsseldorf/Duisburg), in Hamburg, München, bei den Salzburger Festspielen und bei den Edinburgher Festspielen auf. 1949 ging er in Australien mit dem Programm auf Tournee, das für den 1948 verstorbenen Richard Tauber vorgesehen gewesen war. Weitere Auftritte hatte er in Amerika, den Niederlanden und Belgien. Ein Höhepunkt seiner Karriere war sein Engagement als Stolzing in der Bayreuther Aufführung der Meistersinger im Jahre 1959.
Eine besondere Popularität erreichte Schock im deutschsprachigen Raum auch durch die Mitwirkung in einigen Musikfilmen, wie Du bist die Welt für mich (1953), Der fröhliche Wanderer (1955) oder Das Dreimäderlhaus (1958).

### Die 1960er Jahre und danach
Nach einer außerordentlich erfolgreichen Opernlaufbahn von einem nur durch die Kriegsjahre unterbrochenen Vierteljahrhundert baute der fast 50-jährige Rudolf Schock allmählich seine Karriere an den großen Opernhäusern ab. Er wandte sich in seinen Schallplatten-Aufnahmen mehr dem klassischen Lied, der Operette und dem Volks-/Heimatlied zu. „Er dankte nicht ab. Er wechselte nur den Thron“ (Klaus Geitel).
Die Ausflüge in die Unterhaltungsmusik wurden Rudolf Schock als Verrat an seiner eigentlichen Berufung angekreidet. Er selbst betonte aber immer wieder, dass er dadurch seiner Arbeit als Opern- und Liedersänger nicht schade, sondern im Gegenteil gerade durch Auftritte mit volkstümlicher Musik der ernsten Musik viele neue Freunde gewonnen habe.
Bei Schallplattenaufnahmen im Bereich Operette und Unterhaltungsmusik ging Schock mit den Komponisten Robert Stolz, Nico Dostal, Gerhard Winkler, Peter Kreuder, Franz Grothe, Werner Eisbrenner oder Fried Walter ins Studio. Auch Werner Schmidt-Boelcke machte zahlreiche Einspielungen mit ihm, während Willi Boskovsky bei den Holland-Tourneen des Öfteren am Dirigentenpult stand.
Nach 1962 trat er oft als Gast an kleineren Opernbühnen und sehr viel in Konzertsälen (in deutschsprachigen Ländern, in Belgien, den Niederlanden, Amerika und Kanada) auf. Die Programme enthielten klassische Lieder, Fragmente aus Oratorien, aber auch Opernarien und Operettenlieder. Bei Liederabenden waren zumeist Adolf Stauch, Iván Eröd und Hellmut Hideghéti seine Partner am Klavier. Oft und gerne trat er auch mit deutschen Chören in gemischten Programmen auf und absolvierte noch 1980 eine Tournee durch die Vereinigten Staaten mit der Chorgemeinschaft Germania Siegburg.
Er baute seine Fernsehpräsenz stark aus und die, die ihn bereits im Kino bewunderten, wurden „zu seiner millionenstarken TV-Gemeinde“ (Torsten Schmidt), die ihm ein zweites Vierteljahrhundert treu blieb. Schock trat damals im noch jungen Medium Fernsehen in Opern- und Operettenverfilmungen und in unzähligen Unterhaltungssendungen auf. 1967 erhielt er den Silbernen Bildschirm und 1970 den Goldenen Bildschirm. 1968 bekam er eine Goldene Schallplatte mit Brillanten verliehen, 1979 eine Goldene Schallplatte für das Album Die Stimme für Millionen.
Von einem Herzinfarkt im Jahr 1969 erholte er sich gut und setzte alsbald seine umfassende Tätigkeit auf der Bühne, im Konzertsaal, im Aufnahme- und Fernsehstudio fort. Sein letztes Konzert gab er am 9. November 1986 mit der Chorgemeinschaft Constantia 1869 in Düren-Birkesdorf.
Am 13. November 1986 starb Rudolf Schock in seinem Heim in Düren an Herzversagen. Sein Grab befindet sich auf dem Friedhof Düren-Gürzenich.

### Nach seinem Tod
Seit 2000 rückt der Opernsänger Rudolf Schock wieder in den Vordergrund. EMI/Warner hat ihr gesamtes Opernrepertoire mit dem Tenor seither in verschiedenen Auflagen auf CD wiederveröffentlicht und auch die späteren Gesamtaufnahmen und Opernquerschnitte bei Ariola-Eurodisc wurden von Sony Classical inzwischen wieder herausgegeben. Kleinere Produzenten (zum Beispiel Relief und Walhall) machten einem teils erneuerten Opernpublikum die Rundfunk-Operngesamtaufnahmen mit Rudolf Schock aus den Fünfziger-Jahren zugänglich. Die Folge ist, dass heutzutage die wachsende Anerkennung seiner künstlerischen Verdienste es nicht nur den Verehrern Schocks leichter macht, ihn „vor einer schnellen Kritik und oberflächlichen Klassifizierung zu schützen“ (Gerald Köhler, Universität Köln).

## Ehrungen
Für seine künstlerischen Leistungen wurde Schock 1954 in Wien zum Kammersänger ernannt, 1961 wurde ihm der Goldene Electrola-Ring verliehen. Gerade für seine Verdienste um die Verbreitung der sog. ernsten Musik wurde er mit dem Bundesverdienstkreuz 1. Klasse und dem Großen Verdienstkreuz ausgezeichnet. Außerdem war er Träger des Preises der Robert-Stolz-Stiftung und der Hermann-Löns-Medaille in Gold. Seine Heimatstadt Duisburg ehrte ihn mit der Mercator-Plakette und hat nach seinem Tod eine Straße nach ihm benannt. Die Stadt Düren, in der Schock seine letzten Lebensjahre verbrachte, hat 1992 dem Platz vor dem „Haus der Stadt“ seinen Namen gegeben.

## Werk

### Filmografie
- 1951: Es geht nicht ohne Gisela
- 1953: Du bist die Welt für mich
- 1954: König der Manege
- 1954: Cavalleria rusticana (Pietro Mascagni) (TV)
- 1954: An jedem Finger zehn
- 1954: Fra Diavolo (Daniel-François-Esprit Auber) (TV)
- 1955: Der fröhliche Wanderer
- 1955: Die Zauberflöte (TV)
- 1956: Die Stimme der Sehnsucht
- 1957: Così fan tutte (TV)
- 1957: Schön ist die Welt
- 1958: Das Dreimäderlhaus (nach Heinrich Berté)
- 1958: Gräfin Mariza (nach Emmerich Kálmán)
- 1958: Die schöne Galathée (Franz von Suppè) (TV)
- 1958: Der Czardas-König
- 1960: Das große Wunschkonzert
- 1960: Wenn ich König wär` (Daniel-François-Esprit Auber) (TV)
- 1961: Musik aus aller Welt (TV)
- 1962: Lulu (Alban Berg) (TV)
- 1963: Der Liebestrank (Gaetano Donizetti) (TV)
- 1963: Berlin-Melodie (TV)
- 1964: Tiefland (Eugen d’Albert) (TV)
- 1965: Der Zigeunerbaron (Johann Strauss) (TV)
- 1965: Viktoria und ihr Husar (Paul Abraham) (TV)
- 1966: Paris ist eine Reise wert (TV)
- 1966: Von uns – für Sie! (TV)
- 1967: Een avond in Wenen (Ein Abend in Wien) (TV)
- 1970: Die Zirkusprinzessin (Emmerich Kálmán) (TV)
- 1970: Luftsprünge – Episode: Der Kammersänger (TV-Serie)
- 1970: Giuditta – Freunde, das Leben ist lebenswert (Franz Lehár) (TV)
- 1971: Glückspilze (TV)
- 1972: Komm, Zigan (TV)
- 1972: Maske in Blau (Fred Raymond) (TV)
- 1979: Noch ’ne Oper (Heinz Erhardt) (TV)
- 2017: Filmbiografie: 'Rudolf Schock, I sing that too!'

### Tonaufnahmen (Auswahl)
- Emmerich Kálmán: Gräfin Mariza, Melodienfolge (Graf Tassilo) mit Oda Troll, Lilli Schubert, Otto Falvay; Chor und Orchester des Metropoltheaters Berlin, Dirigent: Paul Huhn, EMI-Electrola 1947
- Ludwig van Beethoven: Fidelio, Gesamtaufnahme (Jaquino) mit Erna Schlüter, Lisa della Casa, Julius Patzak, Ferdinand Frantz, Otto Edelmann; Chor der Wiener Staatsoper, Wiener Philharmoniker, Dirigent: Wilhelm Furtwängler (Salzburger Festspiele), ORF Wien, 1948
- Arthur Bliss: The Olympians, Gesamtaufnahme (Hector) mit Margherita Grandi, Adele Leigh, Edith Coates, Murray Dickie; Chor und Orchester der Royal Opera Covent Garden, Dirigent: Karl Rankl, BBC London, 1949
- Modest Mussorgski: Boris Godunow, Gesamtaufnahme (Grigory/Dimitri) mit Martha Mödl, Anneliese Rothenberger, Margot Guilleaume, Maria von Ilosvay, Georg Hann, Gustav Neidlinger; Chor und Symphonieorchester des Nordwestdeutschen Rundfunks, Dirigent: Wilhelm Schüchter, NWDR, 1950
- Giuseppe Verdi: Rigoletto, Gesamtaufnahme (Herzog) mit Rita Streich, Margarete Klose, Josef Metternich, Gottlob Frick; RIAS-Kammerchor, RIAS-Symphonieorchester, Berlin, Dirigent: Ferenc Fricsay, RIAS Berlin, 1950
- Jacques Offenbach: Hoffmanns Erzählungen, mit Rita Streich, Anny Schlemm, Josef Metternich; Royal Philharmonic Orchestra, Dirigent: Thomas Beecham, Deutschsprachiger „Soundtrack“ zum Film von Michael Powell und Emeric Pressburger, 1951
- Eduard Künneke: Die große Sünderin, Gesamtaufnahme (Schrenk) mit Maud Cunitz, Helmi Rau, Marianne Schröder, Kurt Großkurth; Chor und Orchester des Kölner Rundfunks, Dirigent: Franz Marszalek, WDR Köln, 1951
- Pjotr Iljitsch Tschaikowski: Eugen Onegin, Gesamtaufnahme (Lenski) mit Sena Jurinac, Hugo Hasslo, Gisela Litz, Maria von Ilosvay, Gottlob Frick; Chor und Symphonieorchester des Nordwestdeutschen Rundfunks, Dirigent: Wilhelm Schüchter, NWDR, 1952
- Richard Wagner: Tristan und Isolde, Gesamtaufnahme (Junger Seemann, Hirt) mit Kirsten Flagstad, Blanche Thebom, Ludwig Suthaus, Dietrich Fischer-Dieskau, Josef Greindl; Chor der Royal Opera Covent Garden, Philharmonia Orchestra London, Dirigent: Wilhelm Furtwängler, EMI-Electrola 1952
- Peter Cornelius: Der Barbier von Bagdad, Gesamtaufnahme (Nureddin) mit Sena Jurinac, Hilde Rössel-Majdan, Alfred Poell, Walter Berry, Gottlob Frick; Chor der Wiener Staatsoper, Wiener Rundfunkorchester, Dirigent: Heinrich Hollreiser, ORF Wien, 1952
- Ludwig van Beethoven: Fidelio, Gesamtaufnahme (Jaquino, 1. Gefangener) mit Martha Mödl, Sena Jurinac, Wolfgang Windgassen, Gottlob Frick, Otto Edelmann; Chor der Wiener Staatsoper, Wiener Philharmoniker, Dirigent: Wilhelm Furtwängler, EMI-Electrola, 1953
- Richard Strauss: Capriccio, Gesamtaufnahme (Flamand) mit Viorica Ursuleac, Hertha Töpper, Hans Hotter, Karl Schmitt-Walter; Orchester des Bayerischen Rundfunks, Dirigent: Clemens Krauss, BR München, 1953
- Richard Strauss: Ariadne auf Naxos, Gesamtaufnahme (Bacchus) mit Elisabeth Schwarzkopf, Rita Streich, Irmgard Seefried, Lisa Otto, Karl Dönch; Philharmonia Orchestra London, Dirigent: Herbert von Karajan, EMI-Electrola, 1954
- Rolf Liebermann: Penelope, Gesamtaufnahme (Ercole) mit Christel Goltz, Anneliese Rothenberger, Max Lorenz, Karl Dönch, Walter Berry, Kurt Böhme; Chor der Wiener Staatsoper, Wiener Philharmoniker, Dirigent: George Szell, (Salzburger Festspiele) ORF Wien, 1954
- Giacomo Puccini: La Bohème, Querschnitt (Rudolf) mit Erna Berger, Erika Köth, Dietrich Fischer-Dieskau, Hermann Prey, Gottlob Frick; Chor der Deutschen Oper Berlin, Berliner Symphoniker, Dirigent: Wilhelm Schüchter, EMI-Electrola, 1954
- Daniel-François-Esprit Auber: Fra Diavolo, Gesamtaufnahme (Marquis) mit Ursula Zollenkopf, Wilma Lipp, James Pease, Kurt Marschner; Chor und Orchester des Nordwestdeutschen Rundfunks, Dirigent: Wilhelm Schüchter, NWDR, 1954
- Ludwig van Beethoven: Missa solemnis, Gesamtaufnahme mit Annelies Kupper, Sieglinde Wagner und Josef Greindl; Kölner Rundfunkchor, Chor des Norddeutschen Rundfunks, Kölner Rundfunk-Sinfonie-Orchester, Dirigent: Otto Klemperer, WDR, 1955
- Richard Wagner: Die Meistersinger von Nürnberg, Gesamtaufnahme (Walther von Stoltzing) mit Elisabeth Grümmer, Ferdinand Frantz, Gottlob Frick, Benno Kusche, Gerhard Unger, Gustav Neidlinger, Hermann Prey; Chor der Berliner Staatsoper, Chor der Deutschen Oper Berlin, Chor der St. Hedwigs-Kathedrale Berlin, Berliner Philharmoniker, Dirigent: Rudolf Kempe, EMI-Electrola, 1956
- Wolfgang Amadeus Mozart: Die Entführung aus dem Serail, Gesamtaufnahme (Belmonte) mit Erika Köth, Lisa Otto, Murray Dickie, Kurt Böhme, Hannsgeorg Laubenthal; Chor der Wiener Staatsoper, Wiener Philharmoniker, Dirigent: George Szell (Salzburger Festspiele), ORF Wien, 1956
- Wolfgang Amadeus Mozart: Idomeneo, Gesamtaufnahme (Idomeneo) mit Christel Goltz, Hildegard Hillebrecht, Waldemar Kmentt, Eberhard Waechter, Kurt Böhme; Chor der Wiener Staatsoper, Wiener Philharmoniker, Dirigent: Karl Böhm (Salzburger Festspiele), ORF Wien, 1956
- Robert Schumann: Dichterliebe mit Adolf Stauch, Klavier, EMI-Electrola, 1957/Relief, 2018
- Wolfgang Amadeus Mozart: Cosi fan tutte, Gesamtaufnahme (Ferrando) mit Annelies Kupper, Hertha Töpper, Erika Köth, Horst Günter, Walter Berry; Chor und Orchester des Bayerischen Rundfunks, Dirigent: Eugen Jochum, BR München, 1957
- Carl Maria von Weber: Der Freischütz, Gesamtaufnahme (Max) mit Elisabeth Grümmer, Lisa Otto, Hermann Prey, Gottlob Frick, Karl-Christian Kohn; Chor der Deutschen Oper Berlin, Berliner Philharmoniker, Dirigent: Joseph Keilberth, EMI-Electrola, 1958
- Franz Schubert: Die schöne Müllerin mit Gerald Moore, Klavier, EMI-Electrola, 1958 / Relief, 2015
- Giacomo Puccini: Tosca, Querschnitt (Cavaradossi) mit Lisa della Casa, Josef Metternich, Wilhelm Strienz; Chor der Deutschen Oper Berlin, Berliner Symphoniker, Dirigent: Berislav Klobučar, EMI-Electrola, 1959
- Ein Liederabend, Folge 1 und Folge 2 (Lieder von Wolfgang Amadeus Mozart, Franz Schubert, Robert Schumann, Hugo Wolf, Richard Strauss) mit Adolf Stauch, Klavier, EMI-Electrola, 1959/Relief, 2018
- Richard Wagner: Der fliegende Holländer, Gesamtaufnahme (Erik) mit Marianne Schech, Fritz Wunderlich, Dietrich Fischer-Dieskau, Gottlob Frick; Chor der Deutschen Oper Berlin, Staatskapelle Berlin, Dirigent: Franz Konwitschny, EMI-Electrola, 1960
- Georges Bizet: Carmen, Gesamtaufnahme (Don José) mit Christa Ludwig, Melitta Muszely, Hermann Prey, Ivan Rebroff; Schöneberger Sängerknaben, Chor der Deutschen Oper Berlin, Berliner Symphoniker, Dirigent: Horst Stein, EMI-Electrola, 1961
- Gaetano Donizetti: Der Liebestrank (Nemorino) mit Stina Britta-Melander, Lothar Ostenburg, Ludwig Welter; RIAS-Kammerchor, Berliner Symphoniker, Dirigent: Ernst Märzendorfer, Ariola-Eurodisc, 1962
- Eugen d’Albert: Tiefland, Gesamtaufnahme (Pedro) mit Isabel Strauss, Margarete Klose, Gerd Feldhoff, Ivan Sardi; RIAS-Kammerchor, Berliner Symphoniker, Dirigent: Hans Zanotelli, Ariola-Eurodisc, 1963
- Charles Gounod: Margarethe, Querschnitt (Faust) mit Hilde Güden, Hugh Beresford, Gottlob Frick; Chor und Orchester der Deutschen Oper Berlin, Dirigent: Wilhelm Schüchter, Ariola-Eurodisc, 1963
- Johann Strauss: Der Zigeunerbaron, Gesamtaufnahme (Barinkay) mit Erzsébet Házy, Lotte Schädle, Hilde Konetzni, Karl Schmitt-Walter, Ferry Gruber, Eberhard Waechter, Benno Kusche; Chor und Orchester der Deutschen Oper Berlin, Dirigent: Robert Stolz, Ariola-Eurodisc, 1964
- Friedrich von Flotow: Martha, Querschnitt (Lyonel) mit Erika Köth, Elisabeth Steiner, Manfred Röhrl, Walter Kreppel; Chor der Deutschen Oper Berlin, Berliner Symphoniker, Dirigent: Wilhelm Schüchter, Ariola-Eurodisc, 1965
- Johann Strauss: Wiener Blut, Gesamtaufnahme (Balduin Graf Zedlau) mit Hilde Güden, Margit Schramm, Wilma Lipp, Ferry Gruber, Benno Kusche, Erich Kunz; Chor der Wiener Staatsoper, Wiener Symphoniker, Dirigent: Robert Stolz, Ariola-Eurodisc, 1965
- Carl Millöcker: Der Bettelstudent, Gesamtaufnahme (Symon) mit Hilde Güden, Lotte Schädle, Hilde Konetzni, Peter Minich, Fritz Ollendorff; Chor der Deutschen Oper Berlin, Berliner Symphoniker, Dirigent: Robert Stolz, Ariola-Eurodisc, 1966
- Franz Lehár: Die lustige Witwe, Gesamtaufnahme (Danilo) mit Margit Schramm, Lotte Schädle, Jerry J. Jennings, Ferry Gruber, Claudio Nicolai, Benno Kusche; Chor der Deutschen Oper Berlin, Berliner Symphoniker, Dirigent: Robert Stolz, Ariola -Eurodisc, 1966
- Carl Maria von Weber: Der Freischütz, Gesamtaufnahme (Max) mit Claire Watson, Lotte Schädle, Gottlob Frick, Fritz Ollendorff, Kurt Böhme; Chor und Orchester der Deutschen Oper Berlin, Dirigent: Lovro von Matačić, Ariola-Eurodisc, 1967
- Ich liebe die Welt (Melodien von Robert Stolz) mit dem Günther-Arndt-Chor, Berliner Symphoniker: Dirigent: Robert Stolz, Ariola-Eurodisc, 1967
- Franz Lehár: Giuditta, Querschnitt (Octavio) mit Sylvia Geszty, Dorothea Chryst, Ferry Gruber; Günther-Arndt-Chor, Berliner Symphoniker, Dirigent: Werner Schmidt-Boelcke, Ariola-Eurodisc, 1967
- Franz Schubert: Ein Schubert-Abend mit Rudolf Schock mit Iván Eröd, Klavier, Ariola-Eurodisc, 1968
- Wunschkonzert mit Rudolf Schock (Lieder von Stanislao Gastaldon, Wilhelm Baumgartner, Carl Loewe, Giorgio Stigelli (G. Stiegele), Henry W. Petrie-Martell, Wilhelm Speyer, Ludolf Waldmann, Franz Wilhelm Abt, Ernest Roland Ball, Erik Meyer-Helmund, Heinrich Schäffer, Carl Heins) mit Johann Gedan (Trompete); Berliner Symphoniker, Dirigent: Fried Walter, Ariola-Eurodisc, 1968
- Jacques Offenbach: Pariser Leben, Gesamtaufnahme (Ein Brasilianer) mit Lisa della Casa, Ingeborg Hallstein, Margit Schramm, Gerhard Unger, Peter Alexander, Eberhard Waechter, Kurt Böhme; Chor der Deutschen Oper Berlin, Berliner Symphoniker, Dirigent: Franz Allers, Ariola-Eurodisc, 1968
- Gruss an Wien (Wiener Lieder von Johann Strauss, Carl Michael Ziehrer, Ralph Benatzky, Heinrich Strecker, Rudolf Sieczyński, Robert Stolz und Peter Kreuder) mit dem Günther-Arndt-Chor, Berliner Symphoniker, Dirigent: Robert Stolz, Ariola-Eurodisc, 1969
- Nico Dostal: Clivia, Manina, Monika, Die ungarische Hochzeit, Vier Operettenquerschnitte (Juan, Mario, Horst-Dietrich, Stefan) mit Margit Schramm, Sylvia Geszty, Monika Dahlberg, Ferry Gruber; Günther-Arndt-Chor, Berliner Symphoniker, Dirigent: Nico Dostal, Ariola-Eurodisc, 1970
- Franz Schubert: Die Winterreise mit Iván Eröd, Klavier, Ariola-Eurodisc, 1970
- True Love (Melodien aus amerikanischen Operetten und Musicals von Sigmund Romberg, Jerome Kern, Cole Porter, Richard Rodgers, Leonard Bernstein, Robert Wright/Chet Forrest) mit Anna Moffo, Peter Cornehlsen-Chor, Berliner Symphoniker, Dirigent: Werner Eisbrenner, Ariola-Eurodisc, 1971
- Ich sing` mein Lied für alle schönen Frau`n – Komponisten schreiben für Rudolf Schock. (Widmungskompositionen von Nico Dostal, Willy Mattes, Werner Eisbrenner, Franz Grothe, Gerhard Winkler, Norbert Schultze); Günther-Arndt-Chor, Berliner Symphoniker. Es dirigieren die Komponisten. Ariola-Eurodisc, 1971
- Rudolf Schock singt Lieder von Antonín Dvořák und Richard Strauss; mit Iván Eröd, Klavier. Ariola-Eurodisc, 1972
- Die Himmel rühmen des Ewigen Ehre (Lieder für festliche Stunden von Ludwig van Beethoven, Wolfgang Amadeus Mozart, Franz Schubert, Conradin Kreutzer, Georges Bizet, Dmitri Bortnjanski, John Stevenson, Karl August Groos, sowie zwei russische Volkslieder); mit dem Tölzer Knabenchor, Horst Ramthor, Harfe und Hans Hild, Orgel, Ariola-Eurodisc, 1973
- Wilhelm Kienzl: Der Evangelimann, Querschnitt (Mathias Freudhofer) mit Gerti Zeumer, Margarita Lilowa; Tölzer Knabenchor, Chor und Symphonieorchester des Bayerischen Rundfunks, Dirigent: Hans Gierster, Ariola-Eurodisc, 1973
- Heinrich Berté: Das Dreimäderlhaus, Querschnitt (Franz Schubert) mit Renate Holm, Isolde Schock-Dehn, Karin Schock, Peter Luitpold, Kurt Schuh; Berliner Symphoniker, Dirigent: Fried Walter, Ariola-Eurodisc, 1974
- Johannes Brahms: Deutsche Volkslieder (Auswahl) mit Hellmut Hideghéti, Klavier, Ariola-Eurodisc, 1975
- Freut euch des Lebens (Lieder von Wolfgang Amadeus Mozart, Felix Mendelssohn Bartholdy, August Nägeli, Wilhelm Heiser, Simon Breu, Carl Michael Ziehrer, sowie Volkslieder) mit dem Tölzer Knabenchor und einem Instrumentalensemble, Dirigent: Fried Walter, Ariola-Eurodisc, 1975
- Für meine Freunde (Opernarien für Tenor oder Bariton von Christoph Willibald Gluck, Otto Nicolai, Paul von Klenau, Richard Strauss, Richard Wagner, Ruggero Leoncavallo, Carl Maria von Weber, Charles Gounod, Peter Cornelius und Daniel-François-Esprit Auber) mit den Berliner Symphonikern, Dirigent: Fried Walter, Ariola-Eurodisc, 1978
- Carl Loewe: Berühmte Lieder und Balladen; mit Iván Eröd, Klavier, Ariola-Eurodisc, 1980
- Ich erinnere mich gern (Originalaufnahmen aus der gleichnamigen ZDF-Show) Diese Zusammenstellung von älteren Aufnahmen enthält auch die letzten Schallplattenaufnahmen von Rudolf Schock, nämlich „Ich erinnere mich gern“ von Frederick Loewe, „Willst du das Land meiner Träume seh`n“ von René Kollo und „Immer wieder will ich euch fragen“ von Norbert Schultze mit dem Symphonieorchester Graunke, Dirigent: Fried Walter, Ariola-Eurodisc, 1983